# La Jara (Nuevo México)
La Jara es un lugar designado por el censo ubicado en el condado de Sandoval en el estado estadounidense de Nuevo México. En el Censo de 2010 tenía una población de 207 habitantes y una densidad poblacional de 5,62 personas por km².

## Geografía
La Jara se encuentra ubicado en las coordenadas 36°6′20″N 106°56′31″O / 36.10556, -106.94194. Según la Oficina del Censo de los Estados Unidos, La Jara tiene una superficie total de 36.85 km², de la cual 36.85 km² corresponden a tierra firme y (0%) 0 km² es agua.

## Demografía
Según el censo de 2010, había 207 personas residiendo en La Jara. La densidad de población era de 5,62 hab./km². De los 207 habitantes, La Jara estaba compuesto por el 61.35% blancos, el 0.48% eran afroamericanos, el 1.45% eran amerindios, el 0.97% eran asiáticos, el 0% eran isleños del Pacífico, el 33.82% eran de otras razas y el 1.93% pertenecían a dos o más razas. Del total de la población el 74.88% eran hispanos o latinos de cualquier raza.